# 上海大劇院
上海大劇院（シャンハイだいげきいん、簡体字中国語: 上海大剧院、拼音: Shànghǎi Dàjùyuàn）は中華人民共和国上海市黄浦区に位置する劇場。総面積は11,528平方メートル。
上海大劇院は上海市文化広幡影視管理局が12億元を投資し、1998年にジャン＝マリ・シャーパンチが設計して完成した。

## 設備
- 大劇場 - 1,800席
- 中劇場 - 600席
- 小劇場 - 最大300席 可動式舞台

## アクセス
- 上海軌道交通1号線・2号線・8号線-人民広場駅